# Inspiration Lake
Inspiration Lake  (chinois traditionnel : 迪欣湖) est le lac artificiel relié à la zone de loisirs The Inspiration Lake Recreation Centre (chinois traditionnel : 迪欣湖活動中心) du complexe Hong Kong Disneyland Resort, sur l'île de Lantau.  

## Histoire
Avant la reprise du site par Disney, le lac s'appelait Water Recreation Park. Les travaux de la nouvelle zone de loisirs sont menés par la Civil and Engineering Development Department (CEDD) de Hong Kong. En juillet 2005, la CEDD remplit le lac d'eau à partir du barrage de Tai Lam, puis transfert la gestion du parc à la Hong Kong International Theme Parks Limited (HKITP).
La zone de loisirs est inaugurée le 16 août 2005.
En septembre 2018, la zone de loisirs rouvre après une fermeture temporaire causée par le passage du typhon Mangkhut. Fin juillet 2019, un typhon provoque à nouveau la fermeture de l'accès au lac.

## Description
La zone de loisirs s'étend sur une superficie totale de près de 30 hectares avec un lac artificiel de 12 hectares (le plus grand de Hong Kong). Elle comprend un centre nautique, un arboretum, un parcours de jogging et de remise en forme de 1 500 mètres avec des zones d'exercice et un terrain de jeu pour les enfants.
Le lac présente une profondeur de 6 à 10 mètres et comprend des cascades, des fontaines et des jets d'eau s'élevant à 18 mètres de haut. L'espace a été décoré de rochers naturels et artificiels, de plantes aquatiques, de 430 000 arbustes et de plus de 4 800 arbres.

Des embarcations sont disponibles en location à l'embarcadère. Un restaurant a été aménagé sur le site.
Inspiration Lake et sa zone de loisirs sont gérés par Hong Kong International Theme Parks Limited à la demande du gouvernement de Hong Kong. Ils sont ouverts quotidiennement et gratuitement de 9 h à 19 h.
La réserve d'eau du lac Inspiration Lake est la principale source d'irrigation de Penny's Bay et du parc Disney. Il peut lui-même être alimenté de deux manières différentes : avec l'eau du barrage de Tai Lam ou avec les réserves naturelles des rivières environnantes.

## Transport
Le lac et la zone de loisirs sont situés à l'entrée du complexe de Disney, le long des voies d'accès au parc, autoroute et chemin de fer. Le lac et la zone de loisirs sont accessibles en 15 minutes à pied depuis la Disneyland Resort Station. Deux lignes de bus locales desservent la zone.